# Умбетов, Серик Абикенович
Серик Абикенович Умбетов (каз. Серік Әбікенұлы Үмбетов; род. 19 июня 1950, село Прудки, Джамбульский район, Алма-Атинская область) — казахский государственный деятель, в разные годы аким Алматинской, Джамбульской областей, министр сельского хозяйства Республики Казахстан.

## Биография
Родился в 1950 году в селе Прудки Алма-Атинской области (близ с. Узун-Агач), происходит из рода шапырашты.
Окончил Алма-Атинский зооветеринарный институт.
Свою трудовую деятельность начал рабочим, затем был бригадиром, управляющим фермой, главным зоотехником, директором совхоза.
Работал председателем Кегенского районного агропромышленного комплекса.
Назначался главой Куртинской районной администрации, заместителем акима, акимом Алматинской области. Занимал пост акима Жамбылской области (с февраля 1999 года).
14 мая 2004 года был назначен министром сельского хозяйства Республики Казахстан.
С августа 2005 года — аким Алматинской области.
13 апреля 2011 года назначен Управляющим делами Президента Республики Казахстан.
С 2012 года депутат Мажилиса парламента Республики Казахстан.

## Награды
- Орден «Барыс» III степени[2]
- Орден Парасат (15 декабря 2002)[3]
- Медаль «10 лет Астане»
- Золотой орден Национального Олимпийского комитета[4]